# Wiśnix
Wiśnix, de son vrai nom Łukasz Wiśniewski  (né en 1979 à Poznań), est un rappeur polonais.

## Biographie
Rappeur underground peu connu jusqu'à sa collaboration avec Peja au printemps 2000 à Cracovie. Ils s'étaient déjà rencontrés auparavant (en 1999, lors d'une fête estivale sur la place Wolności, organisée par Peja et DJ Decks), mais ce n'est qu'en 2000 que Peja prend l'initiative de créer un nouveau groupe commun, Ski Skład.
Entre 2001 et 2005, il donne des concerts avec le groupe Ski Skład ; ils jouent des centaines de concerts en Pologne, notamment : le Festival national de la chanson polonaise à Opole en 2002 et 2003, le New Yorker Hip Hop Festival, Bless da Mic et de nombreux autres concerts devant des milliers de personnes dans les plus grandes salles de spectacle et de sport du pays et à l'étranger, notamment à Londres, Prague et en Allemagne.

## Discographie

### Albums studio
- 2006 : Bez cięcia[2]

### Apparitions notables
- 2000 : Slums Attack - I nie zmienia się nic
- 2001 : Slums Attack - Na legalu?